# Reina Mercedes
Reina Mercedes (Bayan ng Reina Mercedes) es un municipio filipino de cuarta categoría perteneciente a la provincia de La Isabela en la Región Administrativa de Valle del Cagayán, también denominada Región II.

## Geografía
Tiene una extensión superficial de 57.14 km² y según el censo del 2007, contaba con una población de 21.847 habitantes y 3.759 hogares; 23.497 habitantes el día primero de mayo de 2010

### Barangayes
Reina Mercedes se divide administrativamente en 26 barangayes o barrios, 25 de carácter rural y 1 de carácter urbano, Tallungan.
| - Banquero - Binarsang - Cutog Grande - Cutog Pequeño - Dangan - District I (Población) - District II (Población) - Labinab Grande (Población) - Labinab Pequeño (Población) - Mallalatang Grande | - Mallalatang Tunggui - Napaccu Grande - Napaccu Pequeño - Salucong - Santor - Sinippil - Tallungan (Población) - Turod - Villador - Santiago |

## Política
Su alcalde (Mayor) es Anthony P. Respicio.